# Premios Musa
Los Premios Musa son un galardón de música chilena, entregadas por el conglomerado de radio Ibero Americana Radio Chile y sus diez estaciones de radio nacionales.

## Historia
Creados para galardonar a lo mejor de la música chilena e internacional en el año.
La estatuilla fue diseñada por el artista chileno Norton Maza, y se centra en las musas del Olimpo griego, que dan cuerpo a la escultura que se entrega a los artistas ganadores.

## Categorías
Actualmente se presentan catorce categorías más un premio especial a la trayectoria.
- Álbum del Año
- Canción del Año
- Artista Proyección
- Artista Pop
- Artista Rock
- Artista Urbano
- Artista Tropical
- Videoclip del Año
- Artista Internacional Latino del Año
- Artista Internacional Anglo del Año
- Canción Internacional Latina del Año
- Canción Internacional Anglo del Año
- Colaboración del Año
- Colaboración Internacional del Año
- Premio a la Trayectoria

## Ceremonias
| Edición | Año  | Fecha          | Sede                                     | Conductores                                                     | Transmisión | Ref.        |
| ------- | ---- | -------------- | ---------------------------------------- | --------------------------------------------------------------- | ----------- | ----------- |
| I       | 2020 | 4 de diciembre | Estudios de Televisión Nacional de Chile | Felipe Avello Matilda Svensson                                  | IARC        | [ 5 ]       |
| II      | 2021 | 2 de diciembre | Teatro Municipal de Las Condes           | Felipe Avello Fernanda Hansen                                   | IARC        | [ 6 ]       |
| III     | 2022 | 4 de diciembre | Teatro Municipal de Las Condes           | Lorena Bosch Lorena Capetillo María Luisa Godoy Eduardo Fuentes | IARC TVN    | [ 7 ] [ 8 ] |
| IV      | 2023 | 7 de diciembre | Estudios de Televisión Nacional de Chile | Luis Jara María Luisa Godoy                                     | IARC TVN    | [ 9 ]       |
| V       | 2024 | 5 de diciembre | Estudios de Televisión Nacional de Chile | Jean Philippe Cretton                                           | IARC TVN    | [ 10 ]      |